# 1578

## Родени
- Франсоа Раваяк, френски убиец
- 17 март – Франческо Албани, италиански художник
- 1 април – Уилям Харви, английски учен
- 9 юли – Фердинанд II, император на Свещената Римска империя

## Починали
- 1 октомври – Хуан Австрийски, испански военачалник